# Solitud (Bazovský)
Solitud (en eslovac: Samota) és una pintura a l'oli de l'artista Miloš Alexander Bazovský de l'any 1957.

## Descripció
La pintura està realitzada a l'oli sobre llenç, va ser creada el 1957 i té unes dimensions de 54,3 x 84,5 centímetres. L'obra forma part de la col·lecció de la Galeria Nacional Eslovaca a Bratislava.

## Anàlisi
Milos Bazovský és un artista dels més brillants i més populars en l'art contemporani d'Eslovàquia. Durant el dogmatisme en l'art de Txecoslovàquia després de la Segona Guerra Mundial, va saber conservar l'autenticitat de la seva obra. Aquest quadre és típic en la temàtica de l'obra de Bazovský on representa una escena de la vida popular tradicional eslovaca.